# Найгірші найкращі друзі
Найгірші найкращі друзі (англ. Worst Best Friends) — австралійський дитячий комедійний телесеріал 2002 року. Прем'єра відбулася 9 листопада 2002 року на каналі «Network Ten». Був номінований на Премію Австралійської академії кіно і телебачення у номінації «Найкращий дитячий серіал або програма» (2003).

## Синопсис
У телесеріалі йдеться про життя Тезауруса Роджера, у якого його двоє найкращих друзів Дастінґ та Міллісент — найгірші вороги. 

## У ролях
- Камерон Аттард — Роджер Тезаурус
- Сейшель Браун — Міллісент
- Раймонд Мірамс — Ернест Дастінґ
- Лі Кормі — Ґілберт
- Ендрю С. Ґілберт[en] — містер Тезаурус
- Кристен О'Лірі — місіс Тезаурус
- Джессіка Джекобс[en] — Молі
- Джошуа Джей — Макс
- Ребекка Гетеринґтон — Авріл
- Ендрю «Мілтон» Гоббс — камео
- Ян Фрідл — Годжсон
- Арунаба Кешарі — Кей
- Ребека Тіппінґ — Лоретта
- Надя Костич — мати Авріли
- Емі Латімер — Фібі
- Анґус Макларен — Едді
- Максвелл Симон — Дуглас Ґротті
- Джастін Найт — камео'
- Бренда Палмер — Ессе Лендер

## Епізоди
| № серії | Назва серії                  | Режисер(и)    | Сценарист(и) | Оригінальна дата показу |
| ------- | ---------------------------- | ------------- | ------------ | ----------------------- |
| 1       | «Екскурсія»                  | Кейт Вудс     | Макс Данн    | 9 листопада 2002        |
| 2       | «Поцілунок Міллісенти»       | Кейт Вудс     | Макс Данн    | 16 листопада 2002       |
| 3       | «Мій кролик-близнюк»         | Кейт Вудс     | Ліза Чемберс | 23 листопада 2002       |
| 4       | «Незвичайні килими з Індії»  | Кейт Вудс     | Макс Данн    | 30 листопада 2002       |
| 5       | «Жіноче жіноче взуття Едді»  | Арні Кусто    | Макс Данн    | 7 грудня 2002           |
| 6       | «У рожевому»                 | Арні Кусто    | Макс Данн    | 14 грудня 2002          |
| 7       | «Принц Бермудських островів» | Арні Кусто    | Макс Данн    | 21 грудня 2002          |
| 8       | «Марокканська курка»         | Арні Кусто    | Макс Данн    | 28 грудня 2002          |
| 9       | «Краще, ніж Ґлен»            | Стів Джодрелл | Макс Данн    | 4 січня 2003            |
| 10      | «Міс особистість»            | Стів Джодрелл | Макс Данн    | 11 січня 2003           |
| 11      | «Одна біла Авріл»            | Стів Джодрелл | Макс Данн    | 18 січня 2003           |
| 12      | «Вибрані»                    | Стів Джодрелл | Макс Данн    | 25 січня 2003           |
| 13      | «Кінь помер»                 | Стів Джодрелл | Макс Данн    | 1 січня 2003            |